# Seconda battaglia di Marengo (1799)
La seconda battaglia di Marengo (o battaglia di Cassina Grossa) fu combattuta nel corso della guerra della Seconda coalizione tra l'esercito francese del generale Moreau e le truppe austriache del generale Bellegarde nei pressi dell'omonima cittadina piemontese. Questa battaglia fu uno scontro minore, specialmente considerando che in quegli stessi giorni le truppe di Suvorov e di MacDonald si stavano affrontando sulla Trebbia.
Le truppe francesi, precedentemente rifugiatesi sulle Alpi, approfittarono della lontananza del corpo principale dell'esercito della coalizione per tornare nelle pianure del Piemonte. Incontrato un distaccamento dell'esercito nemico, lo attaccarono e costrinsero alla fuga.

## Contesto storico
Dopo la sconfitta a Cassano d'Adda, le truppe francesi si erano temporaneamente ritirate in Piemonte, organizzando una linea difensiva sul Ticino a nord e sul Tanaro a sud. Su questo secondo fiume, sfruttando un ritardo nelle comunicazioni tra i vari reparti dell'esercito coalizzato, erano riusciti ad ottenere una vittoria a Bassignana. Intuendo che le forze alleate si sarebbero spostate verso nord, i francesi si diressero nella direzione opposta, nel tentativo di ricollegarsi con Genova. Casualmente, i due eserciti si incrociarono non lontano da Alessandria, precisamente a Marengo. Lo scontro,che inizialmente vide favoriti i francesi, terminò in un sostanziale pareggio dopo l'arrivo dei rinforzi russi da Novi e la successiva ritirata francese.
Terminata la battaglia, i due eserciti si allontanarono in direzioni opposte: Moreau portò i suoi uomini verso le Alpi e la Liguria, per stabilizzare le proprie linee di comunicazione e ricevere rinforzi dal Direttorio; Suvorov, invece, cercò invano le truppe francesi nella pianura piemontese. Resosi conto che oramai gli erano sfuggite, liberò la città di Torino. La ritirata di Moreau verso la Liguria non fu affatto semplice: il Piemonte era in piena rivolta contro l'occupazione francese e i suoi uomini dovettero avanzare in un territorio apertamente ostile alla loro presenza.

## Antefatti

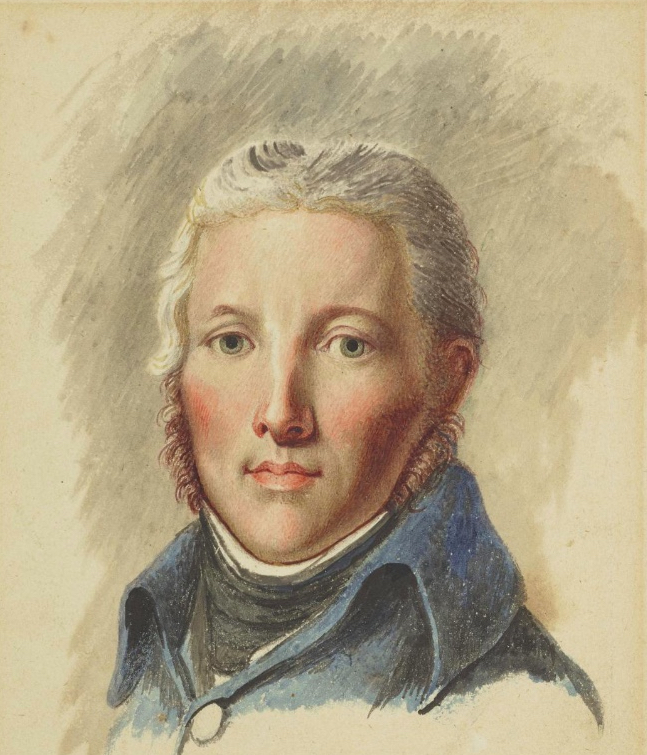
Il generale Moreau

### L'avanzata di MacDonald
Nel frattempo, dal sud Italia, il generale MacDonald stava risalendo la penisola e raccoglieva nel suo esercito ogni guarnigione francese che incontrava al suo passaggio: l'esercito con cui aveva inizialmente vinto a Civita Castellana era di 8 000 uomini, quello che stava raccogliendo sei mesi dopo ne contava quasi 40 000. 
MacDonald si trovò a dover decidere se dirigersi verso Moreau e attaccare congiuntamente le forze di Suvorov in Piemonte o tentare di liberare la numerosa guarnigione francese di Mantova dall'assedio austriaco e minacciare le retrovie del suo esercito.
MacDonald, dopo aver sconfitto un contingente austriaco a Modena, si diresse verso ovest per riunirsi con il resto dell'esercito francese, costringendo Suvorov a spostarsi verso l'Emilia, nel tentativo di intercettarlo durante la sua avanzata e bloccarlo prima di raggiungere il Piemonte. Moreau, che a sua volta voleva tentare di riunirsi con MacDonald, avanzò in Piemonte ma Suvorov, che aveva previsto quest'evenienza, lasciò alle sue spalle una divisione al comando di Bellegarde, appena giunta dalla Svizzera, con l'obiettivo di rallentare i francesi ed impedire che i due eserciti si incontrassero.

### La situazione in Piemonte
Bellegarde, incaricato del comando superiore attorno a Tortona e ad Alessandria, si affrettò a concentrare le sue forze. Le sue istruzioni erano di contrastare in ogni caso l'avanzata francese; ritirarsi successivamente dietro Bormida e Tanaro, poi a Valenza. Ma Bellegarde, non credendo che con 4 brigate avrebbe potuto fermare i francesi nella piana di Tortona, preferì prendere una buona posizione tra la cittadina ed Alessandria, convinto che Moreau sarebbe stato troppo prudente per andare oltre, e lasciarlo al suo fianco. Di conseguenza, il 17 giugno, ritirò la sua fanteria da Pozzolo Formigaro, Novi e Capriata, lasciando solo posti di osservazione, ai quali fu ordinato di fuggire davanti ai repubblicani. Bellegarde si accampò a Spinetta, con la brigata che aveva portato dal canton Grigioni. Il generale Seckendorf radunò le sue truppe a Castagnole delle Lanze, e Vukassovich a Nizza Monferrato. Un ultimo gruppo di soldati rimase davanti al Tortona fino al giorno successivo.
Il 19 giugno Moreau scese dalla Bocchetta attraverso Novi e Gavi. Arrivato a Tortona, attaccò gli uomini di Bellagarde. Ad essere mandata in avanti fu la divisione di Grenier. Gli austriaci si batterono valorosamente, ma non poterono nulla contro la superiorità numerica dei francesi. Costretti a cedere al controllo francese sia San Giuliano sia Marengo, andarono in rotta e si ritirarono oltre la Bormida in modo disordinato. La rotta austriaca permise ai francesi di liberare la città di Tortona dall'assedio austriaco. Moreau procedette rapidamente a rifornirla di scorte alimentari e materiale bellico.

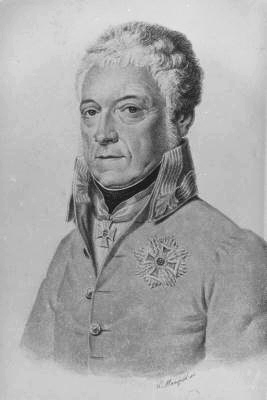
Heinrich Johann Bellegarde

Il giorno seguente, ulteriori scaramucce tra i due eserciti costellarono il corso della Bormida, ma nessuno di questi si sviluppò in una battaglia vera e propria tra i due schieramenti. Bellegarde e Seckendorf approfittarono della relativa tranquillità per radunare le proprie truppe, disperse nei dintorni di Alessandria dopo l'iniziale avanzata francese, radunando nell'accampamento di Spinetta dai 7 000 agli 8 000 uomini.  I due comandanti austriaci decisero di preparare un attacco per il giorno 21 giugno.
Moreau, non avendo ancora ricevuto notizia della sconfitta di MacDonald, si stava preparando per spostare le sue truppe verso Voghera. Le prime truppe ad avviarsi lungo la strada furono quelle di Grenier, che aveva però lasciato la brigata Partouneaux a Castelnuovo, mentre le forze di Grouchy rimasero indietro a coprire la strada per tornare sulle Alpi e contrastare le forze di Bellegarde.  Le istruzioni erano di allontanarli da Pozzolo e Torre di Garofoldo e poi, se questo primo obiettivo fosse stato raggiunto, di respingerli oltre San Giuliano dove avrebbe atteso nuovi ordini. Se questa operazione fosse stata portata a termine a mezzogiorno, la brigata rimasta a Castelnuovo avrebbe raggiunto Grenier a Voghera, da dove quest'ultimo avrebbe continuato la sua marcia verso il Trebbia, mentre Grouchy avrebbe tenuto in scacco Bellegarde sulla Bormida fino al calar della notte dal 21 al 22, dopodiché si sarebbe unito al grosso dell'esercito a marce forzate.

## La battaglia

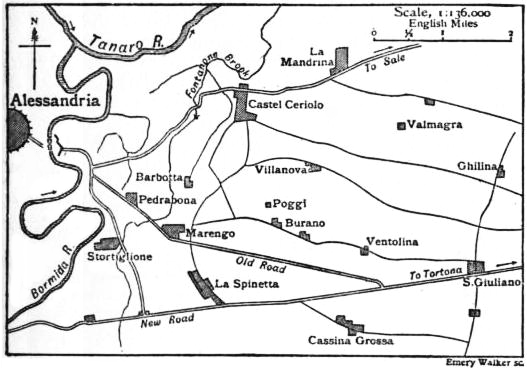
Mappa della zona di Marengo

Grouchy attraversò lo Scrivia prima dell'alba e partì per avanzare su tre colonne. Quella di sinistra, comandato da Garreau, aveva l'ordine di dirigersi verso Cassina Grossa, dopo aver sloggiato il nemico da Pozzolo Formigaro. Al centro, il generale Serras avrebbe dovuto seguire il bivio che finiva a sinistra di San Giuliano, mentre la brigata Colli avrebbe marciato su Garofoldo, per poi attaccare frontalmente San Giuliano. Garreau sconfisse facilmente gli austriaci a Pozzolo e Quattro-Cassine ma invece di seguire il sentiero che portava a Cassina Grossa, si spinse troppo a destra e prese quello sul quale era appena passata la colonna di Serras. Nel frattempo Grouchy, dopo aver preso Garofoldo, si recò a San Giuliano, dove arrivò prima delle dieci con la brigata Colli. Non appena apparve Serras, questo villaggio fu attaccato e preso, ed il nemico fu spinto verso Cassina Grossa, al momento credevano occupata da Garreau. L'arrivo di quest'ultimo a San Giuliano fece comprendere a Grouchy il proprio errore. Senza perdere tempo, le tre colonne marciarono unite verso Cassina Grossa, venendo infastiditi dai 1 800 uomini a cavallo che Bellegarde aveva inviato in supporto delle sue truppe.
Mentre la brigata Colli conteneva questa cavalleria, le truppe di Garreau e di Serras entrarono a Cassina Grossa. Anche la sinistra si lanciava all'inseguimento del nemico. Questo successo durò poco: quattro battaglioni usciti dall'accampamento di Spinetta ripresero il combattimento, e cacciarono i francesi dal villaggio. I repubblicani insistettero nel riconquistarlo, ma le probabilità cominciarono a volgersi contro di loro, fino a che le prime truppe di Grenier giunsero in loro soccorso. Moreau, informato che Grouchy era impegnato con l'intero corpo austriaco, fermò la marcia della brigata di Quesnel verso Voghera e la fece tornare frettolosamente verso San Giuliano. Partouneaux ricevette anche l'ordine di evacuare Castelnuovo e di lasciare solo un distaccamento per osservare le strade dal Po a Tortona. Grenier arrivò alle quattro, proprio mentre le truppe di Grouchy, sopraffatte dalla superiorità numerica del nemico, cominciavano a cedere da tutte le parti. Egli formò immediatamente il 17º reggimento di fanteria leggera e 106º reggimento di fanteria di linea in colonne strette, e con esse spinse il centro degli imperiali. I francesi ripresero quindi l'offensiva e li riportarono indietro a loro volta.
Bellegarde aveva esteso il suo lato destro per circondare la brigata Garreau: questo distaccamento fu tagliato fuori da Alessandria da una carica della brigata di Quesnel. Gli austriaci stavano per raggiungere la strada per Novi, quando Partouneaux, giunto via Tortona, li attaccò in tre colonne e, sostenuto dalla riserva di Grenier, li abbatté e costrinse i superstiti a deporre le armi.

## Conseguenze
Bellegarde, indebolito dalla perdita di 1 500 uomini caduti o prigionieri, si ritirò in buon ordine dietro la Bormida. Sulla riva destra del fiume, si stabilirono i francesi: la divisione Grouchy a Marengo e a Spinetta, la brigata Quesnel a Cassina Grossa, e quello del generale Partouneaux a cavallo, alla periferia di Alessandria. L'avanguardia di Gardanne rimase a Voghera.
Giunte notizie della disfatta di MacDonald sulla Trebbia, Moreau comprese di non poter restare a lungo in pianura: decise di tornare indietro ed arroccarsi nuovamente tra le Alpi, mentre alcuni dei suoi reparti rinforzavano le città costiere della Liguria.